# 1. Division (Luxemburg) 1929/30
Die 1. Division 1929/30 war die 20. Spielzeit der höchsten luxemburgischen Fußballliga.
CS Fola Esch gewann den fünften Titel in der Vereinsgeschichte.

## Abschlusstabelle
| Pl. | Verein                    | Sp. | S | U | N | Tore    | Quote | Punkte |
| --- | ------------------------- | --- | - | - | - | ------- | ----- | ------ |
| 1.  | CS Fola Esch              | 14  | 9 | 2 | 3 | 029:160 | 1,81  | 20:80  |
| 2.  | Spora Luxemburg (M)       | 14  | 8 | 3 | 3 | 047:210 | 2,24  | 19:90  |
| 3.  | Red Boys Differdingen (P) | 14  | 8 | 1 | 5 | 042:160 | 2,63  | 17:11  |
| 4.  | Progrès Niederkorn        | 14  | 5 | 5 | 4 | 028:260 | 1,08  | 15:13  |
| 5.  | Red Black Pfaffenthal     | 14  | 3 | 6 | 5 | 014:220 | 0,64  | 12:16  |
| 6.  | Union Luxemburg (N)       | 14  | 5 | 2 | 7 | 022:400 | 0,55  | 12:16  |
| 7.  | US Düdelingen (N)         | 14  | 3 | 3 | 8 | 023:370 | 0,62  | 09:19  |
| 8.  | Jeunesse Esch             | 14  | 3 | 2 | 9 | 024:410 | 0,59  | 08:20  |

| (M) | amtierender Meister             |
| (P) | amtierender Pokalsieger         |
| (N) | Neuaufsteiger aus der Promotion |

### Kreuztabelle
| 1929/30               | Fola Esch | Spora Luxemburg | Red Boys Differdingen | Progrès Niederkorn | RBP | Union Luxemburg | US Düdelingen | JEU |
| --------------------- | --------- | --------------- | --------------------- | ------------------ | --- | --------------- | ------------- | --- |
| CS Fola Esch          |           | 1:2             | 1:0                   | 2:1                | 2:1 | 2:0             | 5:1           | 1:0 |
| Spora Luxemburg       | 2:3       |                 | 2:2                   | 4:4                | 3:1 | 3:4             | 4:4           | 8:1 |
| Red Boys Differdingen | 2:1       | 1:2             |                       | 8:0                | 5:0 | 1:2             | 4:1           | 4:2 |
| Progrès Niederkorn    | 1:1       | 1:2             | 2:1                   |                    | 1:1 | 2:0             | 3:0           | 5:0 |
| Red Black Pfaffenthal | 1:1       | 2:3             | 1:0                   | 1:1                |     | 0:0             | 1:1           | 1:1 |
| Union Luxemburg       | 0:4       | 0:9             | 1:5                   | 3:3                | 0:1 |                 | 4:1           | 4:3 |
| US Düdelingen         | 2:4       | 1:2             | 1:4                   | 2:1                | 3:0 | 4:1             |               | 1:1 |
| Jeunesse Esch         | 3:1       | 6:1             | 0:5                   | 1:3                | 1:3 | 2:3             | 3:1           |     |